# Jalan Besarstadion
Het Jalan Besarstadion is een multifunctioneel stadion in Kallang, een wijk van Singapore. Het stadion maakt deel uit van het  Jalan Besar Sports and Recreation Centre, een sportcomplex dat behalve het stadion ook een zwembad bevat. Dit stadion wordt door de voetbalclubs Young Lions en LionsXII gebruikt voor hun thuiswedstrijden. Ook het nationale voetbalelftal van Singapore speelt in dit stadion weleens internationale wedstrijden.

## Geschiedenis
Het originele stadion werd geopend in 1932. Het stadion was een van de eerste in dit land die werd gebruikt voor voetbalwedstrijden. Behalve sport zijn er ook andere gebeurtenissen die hier plaats vinden. In 1955 was er in dit stadion het Youth Festival, in 1969 vond hier voor de eerste keer het Singapore Armed Forces Day plaats en in 1984 de National Day Parade. In 1999 werd het stadion gesloten voor een aantal jaar zodat het kon worden gerenoveerd. Na een aantal jaar werd het in 2003 weer opnieuw geopend. In 2010 vond in dit stadion het voetbal op de Olympische Jeugdzomerspelen plaats.